# Gestió
La gestió o administració, en totes les activitats comercials i d'organització, és l'acte de reunir persones per assolir les metes i objectius desitjats amb els recursos disponibles, de manera eficient i eficaç. La gestió comprèn planificació, organització, dotació de personal, lideratge o direcció, i control d'una organització (un grup d'una o més persones o entitats) o l'esforç per tal d'acomplir un objectiu. Inclou el desplegament i la manipulació dels recursos humans, financers, tecnològics i naturals.
Ja que es poden veure les organitzacions com sistemes, la gestió també es pot definir com l'acció humana, incloent-hi el disseny, per facilitar la producció de resultats útils d'un sistema. Aquest punt de vista obre la possibilitat de «gestionar» a si mateix, un prerequisit per intentar dirigir a altres.

## Història
La paraula gestió ve del llatí gestus, que originalment significava «expressar els propis sentiments a través del moviment corporal»; té una preocupació amb el moment present. Gestionar significa «portar o dirigir els afers (d'una societat industrial o mercantil, d'una empresa, etc.)».
Algunes definicions de gestió són:
- Organització i coordinació de les activitats d'una empresa, d'acord amb certes polítiques i en la consecució d'objectius clarament definits. La gestió s'inclou sovint com un factor de producció juntament amb les màquines, materials i diners. Segons el guru de la gestió Peter Drucker (1909-2005), la tasca bàsica d'un sistema de gestió és doble: màrqueting i innovació.

- Directors i gerents tenen el poder i la responsabilitat de prendre decisions per gestionar una empresa quan se'ls dona l'autoritat dels accionistes. Com a disciplina, la gestió inclou les funcions d'entrellaçament de la formulació de polítiques corporatives i organització, planificació, control i direcció dels recursos de l'empresa per assolir els objectius de la política. La mida de la gestió pot variar d'una persona en una empresa petita a centenars o milers de gerents en empreses multinacionals. A les grans empreses el consell d'administració formula la política que és implementada pel director executiu.

### Àmbit teòric
Al principi, es pot pensar en la gestió funcionalment, com l'acció de mesurar una quantitat en una base regular i d'ajustar algun pla inicial; o com les mesures adoptades per assolir un objectiu previst. Això s'aplica fins i tot en situacions on la planificació no té lloc. D'aquesta perspectiva, Henri Fayol (1841-1925) considera que la gestió consisteix en sis funcions: previsió, planificació, organització, comandament, coordinació i control. Va ser un dels contribuents més influents als conceptes moderns de gestió.
Pensant d'una altra manera, Mary Parker Follett (1868-1933), qui va escriure sobre el tema a principis del segle xx, va definir gestió com «l'art de fer les coses a través de persones». Ella descriu gestió com filosofia.
Algunes persones, però, troben que aquesta definició, si bé és útil, massa estreta. La frase «la gestió és el que fan els gerents» ocorre àmpliament, el que suggereix la dificultat de definir la gestió, la naturalesa canviant de les definicions, i la connexió de les pràctiques de gestió amb l'existència d'un quadre de direcció o de classe.
Un hàbit de pensament es refereix a la gestió com equivalent a «l'administració d'empreses» i, per tant exclou la gestió en llocs fora del comerç, com les organitzacions de beneficència i en el sector públic. Tanmateix, totes les organitzacions han de gestionar, de manera més realista, el seu treball, persones, processos, tecnologia, etc. per tal de maximitzar la seva eficàcia. No obstant això, moltes persones es refereixen als departaments universitaris que ensenyen gestió com «escoles de negocis». Algunes institucions (com l'Escola de Negocis de Harvard) utilitzen aquell nom, mentre altres (com ara l'Escola de Gestió de Yale) empren el terme més inclusiu «de gestió».
Els anglòfons també poden utilitzar el terme management («direcció») o the management («la direcció») com una paraula col·lectiva que descriu els directors d'una organització, per exemple d'una corporació. Històricament, aquest ús del terme es contrasta sovint amb el terme labor («mà d'obra»), en referència als que són gestionats.

## La natura del treball gerencial
Per a finalitats amb ànim de lucre, la gestió té com funció principal la satisfacció d'una àmplia gamma de parts interessades (stakeholders). Normalment, això implica obtenir un benefici (pels accionistes) creant productes de valor a un cost raonable (per als clients) i proporcionar oportunitats de treball gratificants (per als empleats). En la gestió sense ànim de lucre, afegir la importància de mantenir la fe dels donants. En la majoria dels models de gestió/governança, els accionistes voten pel consell d'administració i el consell contracta l'alta direcció. Algunes organitzacions han experimentat altres mètodes (com els models de votació pels treballadors) de seleccionar o revisar administradors; però això només passa molt rarament.
En el sector públic dels països constituïts com democràcies representatives, els votants elegeixen polítics a càrrecs públics. Aquests polítics contracten molts gerents i administradors i en alguns països com els Estats Units, nomenaments polítics perden els seus càrrecs després de l'elecció d'un nou president/governador/alcalde.

## Desenvolupament històric
Sorgeixen dificultats en el rastreig de la història de la gestió. Alguns la veuen (per definició) com a conceptualització moderna tardana (en el sentit de la modernitat tardana). En aquests termes, no pot tenir una història premoderna, només precursors (com ara majordoms). Altres, però detecten un raonament similar a la gestió entre els comerciants sumeris i als constructors de les piràmides de l'antic Egipte. Propietaris d'esclaus a través dels segles s'han enfrontat amb problemes d'explotar/motivar una força de treball dependent, però a vegades poc entusiasta o recalcitrant; i moltes empreses preindustrials donada la seva escala petita, no se sentien obligades a fer front als problemes de la gestió sistemàtica. Tanmateix, innovacions com ara la difusió de la numeració aràbiga (entre els segles V i XV) i la codificació de la comptabilitat per partida doble (1494), van proporcionar les eines per a gerenciar valoració, planificació i control.
Donada l'escala de la majoria de les operacions comercials i la manca de manteniment i enregistrament de registres mecanitzades abans de la revolució industrial, tenia sentit per a la majoria dels propietaris d'empreses en aquells temps, dur a terme les funcions de gestió per i per a si mateixos. Però amb la creixent mida i complexitat de les organitzacions, la divisió entre els propietaris (persones, dinasties industrials o grups d'accionistes) i gerents del dia a dia (especialistes independents en matèria de planificació i control) a poc a poc es va fer més comú.